# George Nick Nichopoulos
George Constantine Nichopoulos, detto "Dr. Nick" (Pittsburgh, 29 ottobre 1927 – Memphis, 24 febbraio 2016), è stato un medico statunitense, celebre per essere stato il dottore personale di Elvis Presley dal 1967 fino alla morte di lui nel 1977.

## Carriera
Originario della città di Pittsburgh, in Pennsylvania, durante l'infanzia Nichopoulos si trasferì nella cittadina di Anniston, Alabama, per seguire il padre, un immigrato greco, che lì aprì un ristorante chiamato "Gus' Sanitary Cafe". Nichopoulos si laureò in Medicina alla Vanderbilt University nel 1959, dopo aver studiato alla University of the South, al Birmingham-Southern College in Alabama, e nella University of Alabama di Tuscaloosa. Iniziò ad avere sporadicamente Elvis Presley come suo paziente a partire dal 1967, ed in seguito divenne il suo medico personale fino all'anno della morte del cantante nel 1977. Il figlio del dottore, Dean Nichopoulos, spesso lavorava come assistente di Elvis, prendendosi cura del suo guardaroba.

## La morte di Elvis
Il 16 agosto del 1977, il suo cliente più famoso, Elvis Presley, morì improvvisamente nel bagno della sua residenza, presumibilmente per un attacco cardiaco. Tuttavia, vi sono dati contrastanti per quanto riguarda la causa della sua morte. Secondo il noto biografo di Presley, Peter Guralnick, il cantante "aveva vomitato dopo essere stato colpito da infarto, a quanto pare mentre era seduto sul water". Nel suo corpo furono trovate 14 sostanze medicinali prescrittegli dal medico personale, sostanze dunque legalmente somministrate ad Elvis, il quale non faceva uso di sostanze stupefacenti.
Un'altra causa a cui viene attribuita la morte di Presley fu l'obesità. Secondo la stima del medico che effettuò l'autopsia sul corpo del cantante, Elvis al momento del decesso pesava circa 158 kg. Era ingrassato specialmente nell'ultimo periodo di vita, dato che passava il tempo seduto nella sua stanza davanti alla Tv ricorrendo al cibo per consolarsi: dolciumi fritti, cheeseburger, gelati, pizze, panini fritti con bacon, burro di noccioline e banane. Il dott. Nichopoulos, che aveva cercato senza successo di cambiare il regime alimentare di Elvis già nel 1974, presenziò all'autopsia effettuata sul corpo del cantante ed era presente a Graceland il giorno stesso del decesso di Elvis, dove cercò disperatamente di rianimare Presley. Nel 1979, il dottore venne colpito da un proiettile mentre stava assistendo ad una partita di football americano, e restò lievemente ferito al petto. Anche se nessun sospetto venne mai arrestato, Nichopolous, in una intervista datata 1993 con il presentatore radiofonico tedesco Jorrit van der Kooi, affermò di credere che, a cercare di ucciderlo, fosse stato un infuriato fan di Elvis, che gli imputava la morte del suo idolo. Dopo essere stato sospeso dall'Albo dei medici nel 1995, Nichopoulos lavorò per un breve periodo come road manager di Jerry Lee Lewis. Non più dottore e bisognoso di denaro, Nichopoulos mise in vendita alcuni dei regali ricevuti da Presley, arrivando anche a mostrare a pagamento la sua borsa da medico con all'interno alcuni dei medicinali che all'epoca prescriveva a Elvis.
Nel 2010, l'ex medico ha pubblicato un libro dal titolo The King and Dr. Nick, in cui finalmente spiega nel dettaglio la sua versione delle reali cause della morte di Elvis. Secondo il dottore, Elvis morì a causa di una costipazione cronica e che, per questo motivo, fu trovato morto vicino al suo WC. La costipazione cronica causa infatti un colon sproporzionato, una motilità intestinale quasi inesistente e anche obesità (tutte circostanze riscontrate durante l'autopsia del cadavere).

## Problemi legali
Nel 1980, Nichopoulos fu citato in giudizio davanti a 14 corti di giustizia per aver prescritto droghe di vario genere a Elvis Presley e a Jerry Lee Lewis, come anche ad altri 12 pazienti. Non venne incriminato dell'accusa di omicidio colposo soltanto a causa delle controverse opinioni mediche circa la morte di Presley.
Solo nel 1977, Nichopoulos prescrisse a Elvis più di 10.000 dosi di amfetamine, barbiturici, narcotici, tranquillanti, sonniferi, lassativi, e ormoni. Il Dr. Nichopoulos affermò di aver tentato invano di ridurre la dipendenza di Presley dai farmaci, arrivando anche a prescrivergli degli innocui placebo di nascosto, ma senza successo alcuno. La giuria concluse che il medico aveva agito nell'interesse dei propri pazienti e lo assolse da tutte le accuse. Sempre nel 1980, la "Commissione di controllo sull'operato dei medici dello stato del Tennessee" lo giudicò colpevole di abuso di prescrizione medica, ma decise di lasciare cadere l'accusa. Gli imposero però una sospensione di tre mesi dalla professione di medico e l'interdizione all'esercizio per anni tre.
Nel 1995 Nichopoulos ebbe revocata  in maniera permanente la licenza di medico dalla Commissione di controllo sull'operato dei medici dello stato del Tennessee, dopo che fu appurato che aveva continuato ad abusare di prescrizione di farmaci per numerosi pazienti nel corso degli anni. Nichopoulos si difese dicendo che i medicinali prescritti erano antidolorifici per malati terminali incurabili, ma questa volta fu giudicato colpevole. Durante i numerosi appelli, il Dott. Nick ha ammesso davanti alla corte di aver ecceduto nella prescrizione di farmaci. Durante la causa, Nichopoulos è stato sostenuto da numerosi amici, che lo hanno supportato raccogliendo danaro per permettergli di pagare le ingenti spese legali.